# Malvernia grobbelaarae
Malvernia grobbelaarae es una especie de insecto coleóptero de la familia Chrysomelidae.
Fue descrita en 1998 por Biondi.